# Гнатів Михайло
Михайло Гнатів (псевдо: «Залізняк», «Чорний», «Сергій Іванович Василів») (пом. ймовірно, Аргентина) — активний діяч ОУН, керівник «Трускавецької боївки» ОУН, організатор вдалого замаху на керівника східного відділу МЗС Польщі Тадеуша Голувка. Представник ОУН в Маньчжурії.

## Життєпис
Член УВО з 1929 року, відтак ОУН. Був заарештований разом із Миколою Сенівим (у ніч з 23 на 24 травня 1930 р.) польською поліцію в Тустановичах Дрогобицького повіту у зв'язку з киданням бомби в приміщення польського "Сокола" в Бориславі ("Свобода" №23, 8 червня 1930, с.3). 
Районний провідник ОУН в Тустановичах-Бориславі. Керівник «Трускавецької боївки» ОУН, до якої входили також Дмитро Данилишин, Василь Білас, Олександр Буній та Микола Мотика.
Організатор вдалого замаху на керівника східного відділу МЗС Польщі Тадеуша Голувка 29 серпня 1931 в. в Трускавці.
На сторінках книги Зиновія Книша “В сутінках зради (Убивство Тадеуша Голувка на тлі зради Романа Барановського)” Михайло Гнатів стверджував, що до вбивства Голувки Крайова Команда ОУН у Львові (Зенон Коссак, Іван Габрусевич, Роман Шухевич) ніякого відношення не мала і що Голувка вбили члени місцевої групи ОУН під його керівництвом з патріотичних мотивів у переконанні, що помстилися за "пацифікацію": “Атентат був запланований, підготовлений і виконаний в останній хвилині з ініціативи й силами нашої місцевої бойової групи”.
Про перебування Голувка в Трускавцю Михайло Гнатів взнав від Василя Біласа в останній момент і вже не мав часу і можливості вийти на зв’язок зі своїм прямим керівництвом у Львові. Голувко ж на другий день збирався їхати до Варшави. Причину акту на Голувка Гнатів пояснював так: “Вже після "пацифікації" читали ми в пресі, що відбулися тайні переговори послів партії УНДО з репрезентантами польського урядового блоку, в котрих з польського боку брали участь два посли, між ними Тадеуш Голувко. Потім він в одному зі своїх виступів у Сеймі виправдував "пацифікацію" і це навело нас на думку, що він мусів мати якесь відношення до неї. Ми готові були навіть до Варшави за ним їхати, але брак коштів стояв на перешкоді. Таке було наше переконання, що кожен визначний польський політичний діяч, як представник окупаційної польської влади, якщо приїде на українську землю – не повинен вийти з неї живим”.
Згодом Гнатів втік від переслідування польської поліції за кордон до Данцигу. Пізніше переїхав до Італії, де проходив вишкіл у тренувальних таборах хорватських Усташів, належав до вишкільної групи Михайла Колодзінського.

### В Маньчжурії і Китаю

Корабель «Каторі Мару», на якому дісталися до Японії Григорій Купецький, Григорій Файда та Михайло Гнатів

За дорученням ОУН відбув до Маньчжурії у 1937 разом із Григорієм Файдою та керівником групи Григорієм Купецьким. Основне завдання — налагодити співпрацю з командуванням японської армії задля спільної боротьби проти СРСР, у розвалі якого Японія була зацікавлена. Вирушили з Неаполя на кораблі «Каторі Мару» курсом на Йокогаму. Подорож тривала близько шести тижнів — через Суецький канал та Індійський океан. У порту Йокогама їх зустрів генерал Угая.
27 листопада 1937 року Михайло Гнатів разом з товаришами прибув до столиці Маньчжурії міста Сінкйо, а звідти — до Харбіна. Там вдалось налагодити зв'язки з місцевими українцями та групою українських націоналістів, що діяла в Харбіні під керівництвом Михайла Затинайка (Романа Корди-Федоріва). Включився в роботу Української національної колонії, що складалася з українців, депортованих на Далекий Схід іще за часів царату й утікачів із СРСР.
Здійснив спробу нелегального переходу кордону до СРСР, але був затриманий японцями. У 1939 році переїхав із Харбіну до Шанхаю, очолював українську громаду міста.
У 1948 році емігрував до Аргентини. Підтримував політичне середовище УГВР.